# Berthe-Evelyne Agbo
Pour les articles homonymes, voir Agbo.
Berthe-Evelyne Agbo est une femme de lettres béninoise qui a publié des poèmes en français,.

## Etudes
Jeune enfant, Berthe-Evelyne Agbo vit à Saint-Louis au Sénégal. Elle effectue des études primaires et secondaires en France, en Touraine, avant de poursuivre à l'université de Dakar. Elle vit ensuite en France.

## Publications
- Émois de femmes (poèmes, 1980-1982), Sénégal, Les Nouvelles Éditions du Sénégal, 1997, 47p.  (ISBN 2723611116)[4].